# Cueva de Songam
Cueva de Songam (en coreano: 송암동굴) es un lugar turístico en Corea del Norte. Se compone de 17 cuevas cársticas bien iluminadas llenas de formaciones de piedra pintorescas como estalactitas y estalagmitas. La caverna se encuentra en Kaech'ŏn-si, provincia de Pyongan del Sur.
Entre los 70 lugares pintorescos dentro de las cavernas están la flor de la puerta (Kkotmun Dong), una cascada (Phokpho Dong), un paisaje nevado subterráneo (Solgyong Dong) y una serie de curiosidades geológicas llamadas Kiam Dong.
El lugar está iluminado y posee aire acondicionado. El turismo internacional en el sitio es administrado por la Agencia de Viajes Internacional de Corea en Pionyang.